# هربرت جاي كارليسلي
هربرت جاي كارليسلي (بالإنجليزية: Herbert J. Carlisle)‏ هو ضابط أمريكي، ولد في 1957.